# Botho-Graef-Preis
Der Botho-Graef-Preis wird in Würdigung des Archäologen und Kunsthistorikers Botho Graef (1857–1917) und seines Engagements für die moderne Kunst von der Stadt Jena seit 1992 alle zwei und seit 1998 alle drei Jahre an zeitgenössische Künstler vergeben. Er ist mit 5000 Euro dotiert.
Bisherige Preisträger:
- 1992: Christa Flagner, Helga Regenstein, Heike Schaefer (Ausschreibung zum Thema „Toleranzen“, für Zeichnungen, Kleinplastik und Objekte)
- 1994: M+M (Martin De Matia, Marc Weis) (für Künstlerpaare, Anforderung: gemeinsames Werk)
- 1996: Olaf Nicolai (Wettbewerb für die Gestaltung eines innerstädtischen Platzes)
- 1998: Via Lewandowsky (Wettbewerb zum Thema „Licht“)
- 2001: Mariele Neudecker, Großbritannien (Internationaler Wettbewerb zum Thema „Imagination Romantik“)
- 2004: Janet Cardiff, Kanada (Internationaler Wettbewerb zum Thema „Erinnerungsfeld Windknollen 1806“, ein Beitrag zum Deutsch-Französischen Jahr)
- 2008: Maria Vill und David Mannstein für die Arbeit „Intellektuelle Zweisamkeit“ (Thema: Die schicksalhafte Begegnung Goethes und Schillers im Jenaer „Wunderjahr“ 1794)
- 2012: Annika Gründer für „Verwerfung oder die Eroberung eines Blickes“ (Thema: Aufwertung des Gartens der Villa Rosenthal, Kulturzentrum)
- 2015: Künstlergemeinschaft Alex Rix und Renate Schäfer-Jökel für den künstlerischen Entwurf der Arbeit „HIER...und an anderer Stelle“ (Thema: Romantikerhaus, Literaturmuseum)
- 2018: Horst Hoheisel und Andreas Knitz für „Erkundungsbohrungen“ (Thema: Das verschwundene Bildnis. Ein dezentrales Denkmal für Eduard Rosenthal)